# Environment
Das Environment (englisch environment = das Umfeld, die Umgebung) ist ein in den späten 1950er Jahren aus dem amerikanischen Englisch entlehnter Begriff für künstlerische Arbeiten, die sich mit der Beziehung zwischen Objekt und Umgebung auseinandersetzen. Dabei kann die Umgebung Teil des Kunstwerkes werden.

## Entwicklung
Die gedanklichen Grundlagen zu einer von Künstlern im 20. Jahrhundert immer wieder angestrebten Überwindung der Trennung zwischen Kunst und Leben sind schon im Dadaismus und Surrealismus gelegt. In seinem Dadaistischen Manifest formulierte Richard Huelsenbeck 1918: „Das Leben erscheint als ein simultanes Gewirr von Geräuschen, Farben und geistigen Rhythmen, das […] in seiner gesamten brutalen Realität übernommen wird.“ Parallel stellte Marcel Duchamp 1917 in New York ein Pissoir als Kunstwerk aus, die Fontäne. Ein industriell gefertigter Gegenstand, das Ready-made, wurde zum Kunstwerk deklariert, siehe auch Objektkunst.
Der Begriff Environment taucht in den USA Ende der 1950er Jahre im Umfeld der Künstler der Pop-Art und des Happenings auf. George Segal nennt seine weißen Gipsfiguren in einer angedeuteten Umgebung „environmental sculptures“. Claes Oldenburg wird bekannt mit seinen überdimensionierten Nachbildungen von Esswaren aus „the store“. Edward Kienholz und Duane Hanson provozieren durch einen Hyperrealismus ihrer Figuren, wobei Kienholz als Environment isolierte begehbare Szenerien schafft, Hanson hingegen menschliche Figuren (z. B. Frau mit Einkaufswagen, 1970) isoliert aus dem ursprünglichen Environment unvermittelt in die Raumsituation eines Museums oder einer Galerie stellt.
Ein zweiter Weg des Entstehens von Environments wird von den parallel arbeitenden Künstlern des Happenings geschaffen. Allan Kaprow, der 1959 den Begriff des Happenings prägte, war vermutlich der erste Künstler, der einen Prozess statt eines Objektes in den Vordergrund stellte. Die Übrigbleibsel der Happening-Aktionen wurden dann zu einem Environment gruppiert und traditionell ausgestellt. 1962 entstand dann in Europa die Fluxus-Bewegung, die ihre Environments etwas planvoller, da ohne Publikumsbeteiligung, schaffen und mit Musik und Darbietungen anreichern wollte (s. a. George Maciunas, Wolf Vostell und Nam June Paik).
In den 1970er und 1980er Jahren bildete sich schließlich vor allem in Europa der Begriff der Installation für ebenfalls raumgreifende Arbeiten heraus. Die Künstler, wie Joseph Beuys, deren Arbeiten mit diesem Begriff bezeichnet werden, arbeiteten von einem von den Environment-Künstlern unterschiedenen künstlerischen Ansatz aus. Während bei den Environments die Auseinandersetzung mit der Alltags- und Warenwelt eine zentrale Rolle spielte, bildeten für die Installations-Künstler gedankliche und spirituelle Bezüge hinter den dinglichen Elementen ihrer Installationen den Ausgangspunkt der Arbeit.

## Beispiele

### Environments als Resultat eines Happenings (alle 1969)
- Jannis Kounellis brachte zwölf Pferde in eine römische Galerie in der Via del Paradiso. Eine mögliche Interpretation wäre, dass damit eine provokante Assoziation (Kunstgalerie = Stall) suggeriert werden soll. In diesem Fall ist der Raum ein integraler Bestandteil des Kunstwerks.
- Ulrich Herzog und Günter Sarée luden an einem Sonntagmorgen fünf Tonnen Altpapier in der Münchner Schackstraße ab. Der Ort (am Siegestor) ist nicht beliebig, sondern soll einen Teil der Aussage transportieren.
- Wolf Vostell verschalte vor einer Kölner Galerie in der Domstraße seinen Opel Kapitän und goss die Verschalung mit Beton aus, sodass das Fahrzeug im Beton verblieb, ohne von außen sichtbar zu sein. Er nannte die Aktion „Situation Ruhender Verkehr“ (Ruhender Verkehr). Ohne den Standort im vielbefahrenen Verkehrsraum der Innenstadt würde allein die Betonskulptur nicht dieselbe Botschaft vermitteln.